# Marché couvert d'Annaba
Le marché couvert d'Annaba, connu localement sous le nom de « Marché français » ou « Marché El Hout », est un marché alimentaire situé au centre de la ville d'Annaba.

## Localisation
Profitant d'une position centrale à l'échelle du centre urbain colonial de la ville, il occupe un îlot entier qui se situe à l’angle d‘intersection des artères Ibn Khaldoun (ex Gambetta) et Émir Abdelkader (ex Bugeaud) et l’intersection des rues Jean Jaurès et Négrier. 

## Histoire
Le marché couvert a été construit en 1936 et inauguré en 1938 par Paul Pantaloni, maire de Bône. Ce marché couvert remplace le «Fondouk de Bône», ce dernier faisant suite au marché au grain en plein air «Rahba» qui se tenait sur ce même endroit. Entre 1840 et 1885, l’activité économique était régie par deux souks hebdomadaires extra-muros qui se tenaient tous les vendredis, le marché au grain (Rahba) se tient à la sortie Sud-Ouest de la médina - porte de Constantine - et le marché aux bestiaux (souk al Mawachi) fait suite au premier et s’allonge jusqu’à l’oued Boudjemâa. Ferdinand Désiré Quesnoy décrit la tenue du marché en plein air en dehors de la médina «La porte de Constantine s’ouvre à l’Ouest de Bône, sur la petite plaine où l’on a formé le projet d’agrandir la ville. Les Arabes se réunissent tous les matins sur une petite place en dehors des murs pour offrir aux acheteurs les produits de leurs cultures ou les animaux qu’ils élèvent dans les douars [...]».

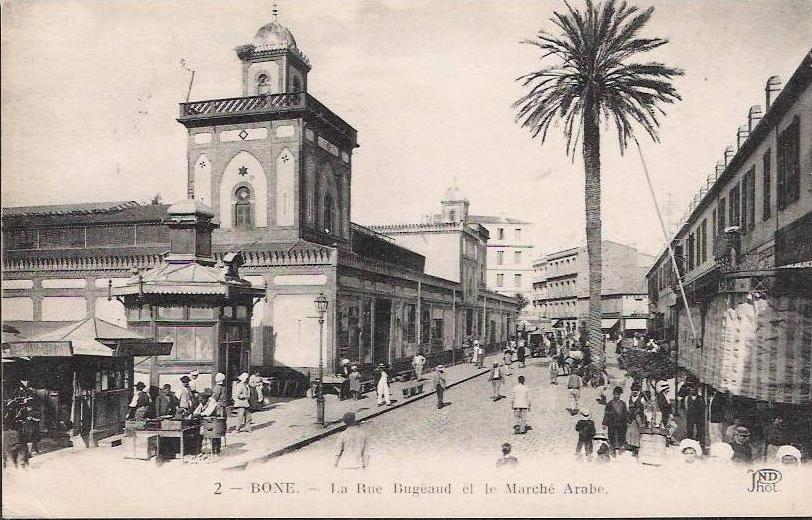
Carte postale montrant le marché arabe (crédit ND.Phot)

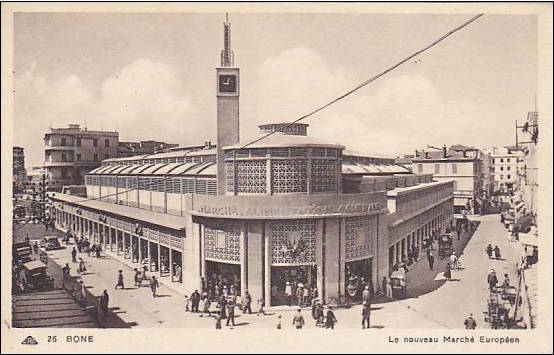
Carte postale montrant le nouveau marché couvert

À la suite des plans d’extension de 1860 de la nouvelle ville européenne vers l’actuel cour de la révolution. Le «Fondouk de Bône» est édifié en 1885, également appelé caravansérail, il prend l’appellation usuelle de marché arabe en référence au précédent marché autochtone. Celui-ci devait résoudre les problèmes d’encombrement et d’hygiène constatés lors du marché hebdomadaire. «L’encombrement ordinaire du marché arabe cessera dès que le caravansérail dont les travaux sont commencés sera terminé, [...]». Ce nouveau marché occupait l’emplacement de la Rahba. Il était de forme quadrilatère et flanqué de quatre tours et d’une cour centrale. Il était destiné à accueillir les marchands autochtones afin d’écouler les récoltes de leurs jardins, où des magasins étaient aménagés au premier étage pour la vente de tissus et des épices, puis une poissonnerie avait été aménagée au rez-de-chaussée.
Cependant, une série de consignes et de tribunes publiques faisaient état de la dégradation des conditions d’hygiène au niveau du marché arabe et de son environnement immédiat. «[...]M. Edmond Coudeyre, demandait à la municipalité de faire procéder au nettoyage de la partie du marché arabe citée plus haut, qui, déclarait-il, constitue un véritable foyer d’infection [...]» En 1935, le marché arabe est démoli par les services et aux frais de la commune de Bône, et ce au profit du nouveau marché couvert. En 1935 et après la démolition du marché arabe, le nouveau marché couvert est construit sur le même emplacement, mais ce dernier occupe désormais la totalité de l’îlot obtenant ainsi une forme trapézoïdale. Il était exigé que le bâtiment devait être très clair, très aéré, répondant aux exigences de l’hygiène moderne et d’une utilisation commode tant pour les vendeurs que pour les acheteurs. Ces différentes transformations et mutations auxquelles cet espace a été sujet en ont fait un lieu historique où s’est perpétuée la fonction marchande : partant de l’appropriation humaine de l’espace dans le vouloir d’échanges commerciaux à proximité de la médina, vers une réappropriation du lieu en un espace couvert et répondant aux exigences modernes de salubrité.

## Architecture

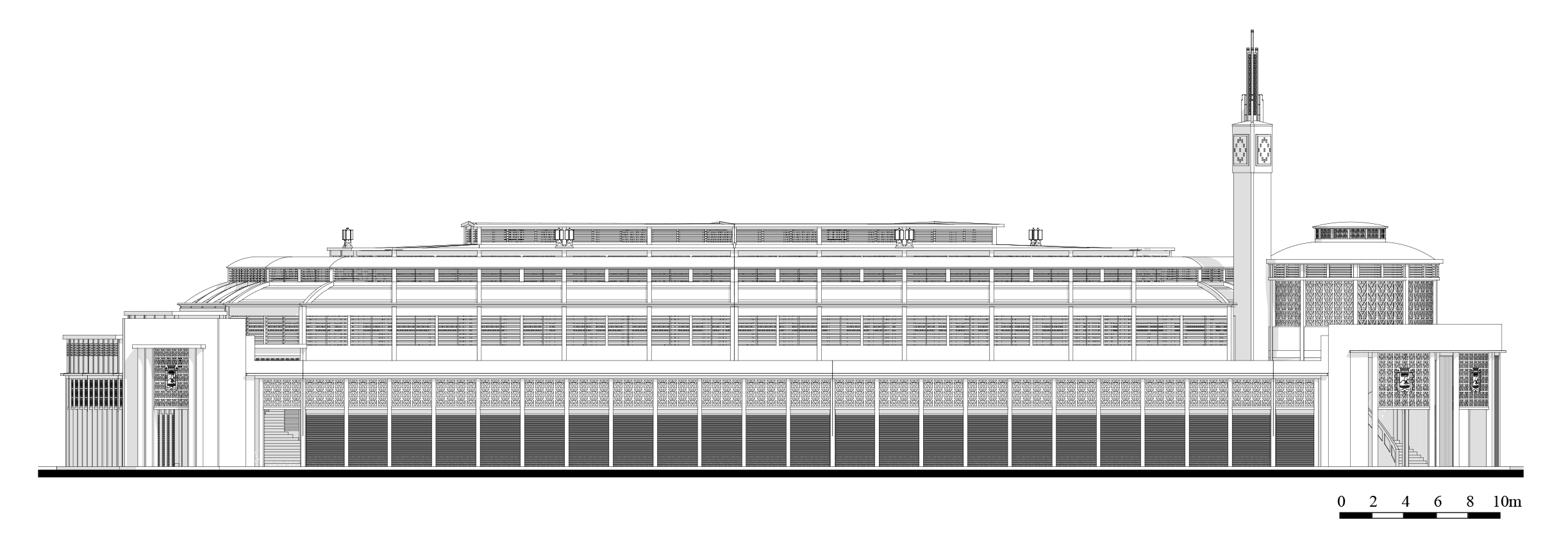
Façade Est du marché couvert d'Annaba

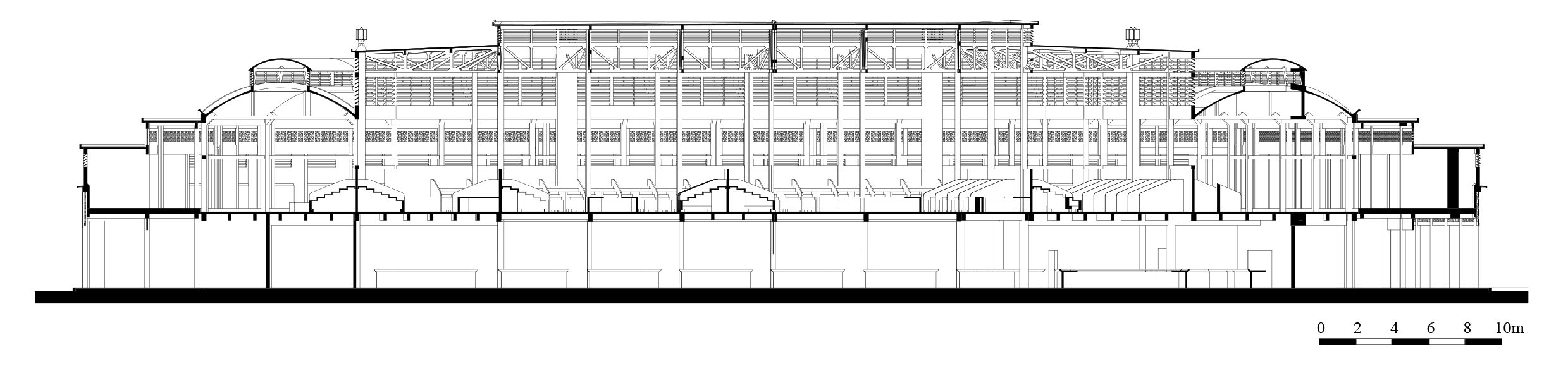
Coupe longitudinale sur le marché couvert d'Annaba

La réalisation du marché couvert a été exécutée par la société algérienne des entreprises Léon Ballot sous les plans des architectes Pierre Choupaut et Pierre Truchot. C’est à ces deux architectes, qui étaient établis à Bône et diplômés D.P.L.G des Beaux-Arts, que l’on doit les premières manifestations de l'art moderne d'entre deux guerres au niveau de la ville, notamment à travers la gare, le marché couvert, la poste centrale et le stade municipal. Leurs réalisations se caractérisent par une réadaptation de l’architecture traditionnelle au goût nouveau de l’art moderne, avec des lignes droites et des façades épurées, mêlées aux claustras ou moucharabiehs donnant un résultat éclectique moderne. Outre ces réalisations architecturales, Pierre Choupaut avait œuvré en 1935 en tant qu’architecte des monuments historiques en conduisant les fouilles qui ont mené au dégagement du théâtre du site archéologique romain d’Hippone.

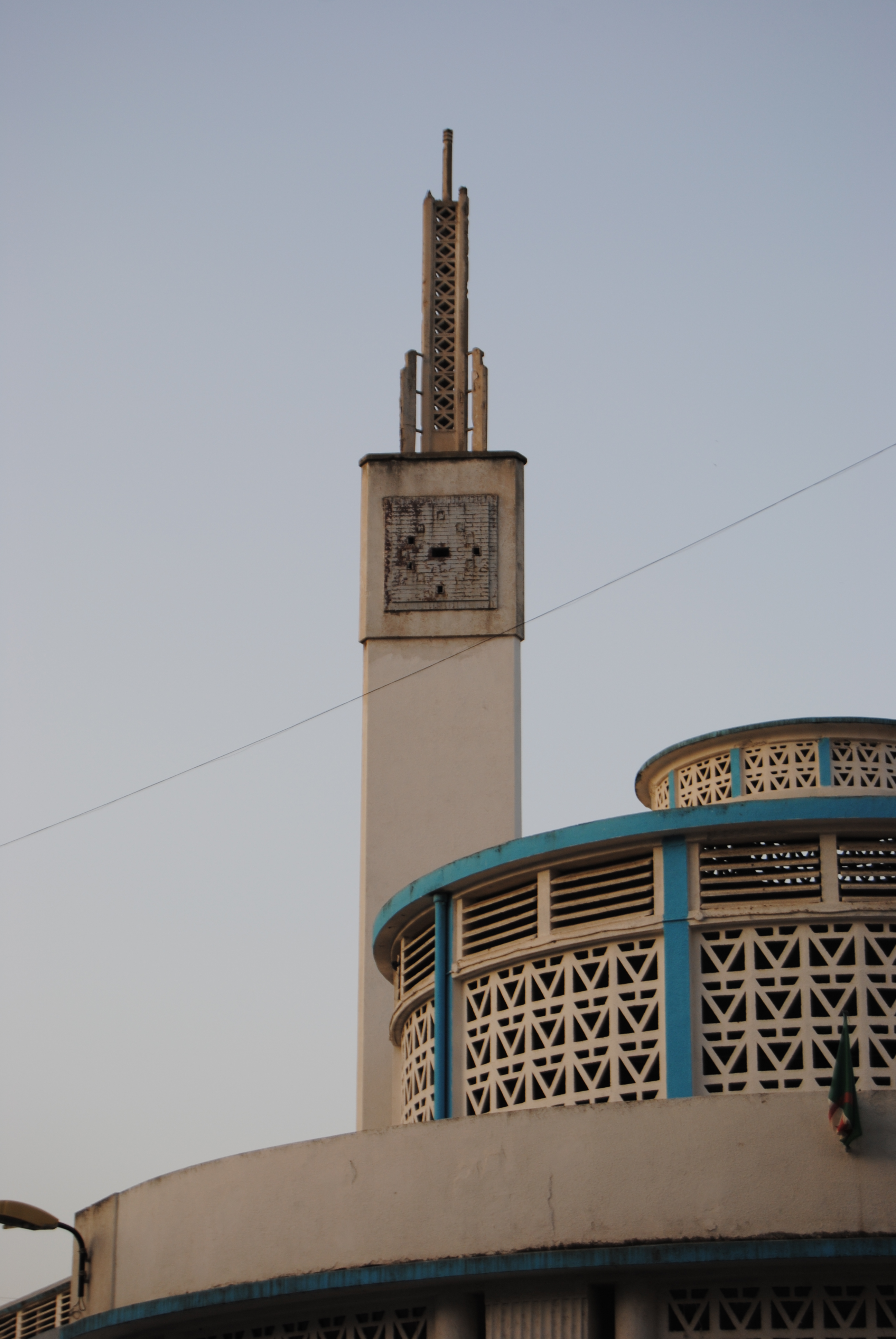
Vue sur l'horloge-minaret et les claustras et persiennage de la rotonde

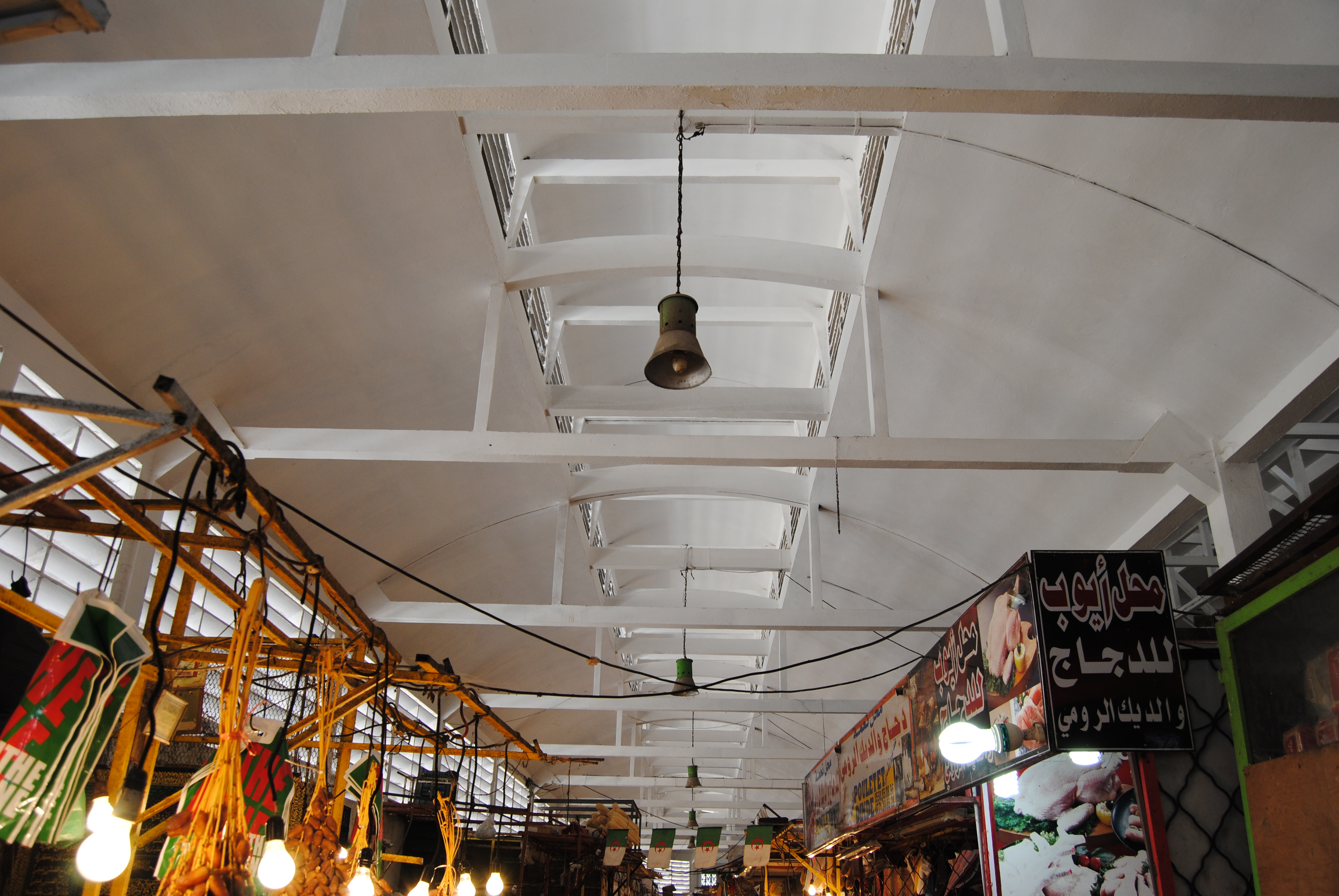
Vue sur la toiture parabolique des allées latérales

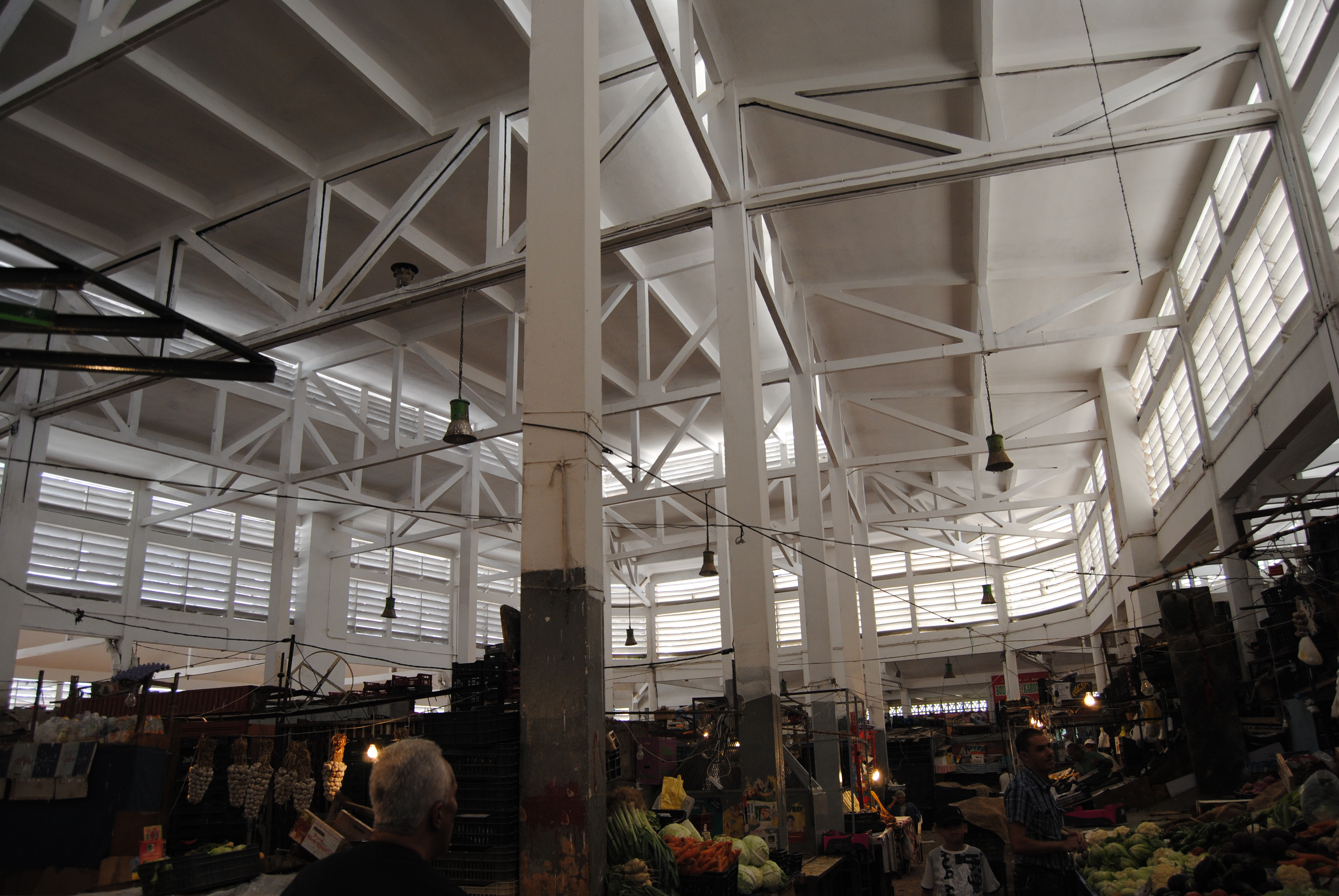
Vue sur la toiture centrale et la charpente en béton armé

Le marché couvert se présente comme un volume architectural compact. Occupant l’intégralité de l’îlot, il se développe sur deux niveaux au centre et sur un niveau en périphérie. Il couvre une surface de 4200 m2 au rez-de-chaussée et 3100 m2 à l’étage. Les façades arborent un style d'architecture moderne, tendance des années 1930, avec des rappels à l’architecture mauresque à travers les claustras ou moucharabieh au dessus des galeries et au niveau de la rotonde ainsi que le minaret-horloge qui représente avec celui de la gare des points d’appel du centre-ville colonial. Il dispose de deux entrées monumentales, celle du Sud-Est est marquée par les influences classiques des architectes, matérialisée par les doubles colonnes et le fronton en béton armé, et celle du Nord-Est est marquée par le volume cylindrique de la rotonde et les escaliers circulaires à double évolution. Influences que l’on retrouve également dans la construction des galeries périphériques bordées de colonnades. La toiture du marché couvert se développe en retraits successifs et sur différents niveaux, rappelant ainsi la couverture typique des halles de Victor Baltard. 
Des lames de persiennage en béton armé longent l’ensemble des façades du marché permettant la ventilation et l’éclairage naturel des espaces intérieurs sans éblouissement. On retrouve au rez-de-chaussée, une série de boutiques qui s’ouvrent sur les galeries périphériques, une poissonnerie dans l’espace intérieur et une galerie marchande. Quant au premier étage, il abrite la halle où 205 cases de marchands de fruits, légumes et de volailles sont disposées tout autour du centre. Dans ce dernier centre l’on retrouve des étals au métrage, et des boucheries en périphérie. Les planchers reposent sur des poteaux et poutres en béton armé, tandis que la coque de la toiture parabolique est portée par des poutres arquées. La toiture centrale à pans repose quant à elle sur des fermes en béton armé d’une portée de 15,70 m. Quant à l’infrastructure du marché, la partie centrale repose sur des pieux ancrés à une profondeur de 14 mètres en moyenne, vu la nature argileuse et marécageuse du sol, et les fondations des galeries périphériques reposent sur des radiers tandis que la galerie sur rue Émir Abdelkader repose sur des semelles isolées.